# 光咲玲奈
光咲 玲奈（こうさき れな、1984年5月8日 - ）は、日本の元AV女優。趣味は水泳。

## 略歴
東京都出身。2003年、『FLASHING LOVE』でAVデビュー。

## 出演作品

### アダルトビデオ
2003年
- FLASHING LOVE（5月30日、アトラス21）
- GORGEOUS FUCKER（6月27日、アトラス21）
- 光咲玲奈 FREAK（8月15日、アトラス21）
- Dear Slave（9月23日、VIP）
- VIP 光咲玲奈（9月26日、VIP）
- WetBody ～濡れて艶めく女～（10月18日、SODクリエイト）
- 強制アナル舐め 女教師淫辱レイプ（12月4日、SODクリエイト）

2004年
- 痴女スタイル（1月8日、SODクリエイト）
- 接吻しまくり淫口よだれ女 VOL.3（1月9日、ワープエンタテインメント）
- 姉妹どんぶり（2月6日、ワープエンタテインメント）
- バーチャルEX 舐めまくり女教師!!（4月8日、アイデアポケット）
- CMアイドルデビュー 業界残酷物語4（5月8日、アタッカーズ）
- Spermania Vol.3 ビューティーガールにぶっかけろ!!（7月8日、アイデアポケット）
- STAR BOX（7月14日、ワープエンタテインメント）

2006年
- 初ナマ!!真性中出し（12月30日、ピーターズ）